# Bustuchin
Bustuchin es una comuna ubicada en el distrito de Gorj, Rumania.

## Superficie
Cuenta con una superficie de 60,96 kilómetros cuadrados.

## Demografía
Hasta 2021 la población era de 3050 habitantes, con una densidad de población de 50,03 habitantes por kilómetro cuadrado.